# 九老车辆基地
九老车辆基地（：／ Guro Charyang Saeopso */?）是韩国铁道公社位于首尔九老区九老洞的一个车辆段，在京仁线和京釜线分界处附近，北接九老站，南接加山数码团地站。这个车辆段主要用于首都圈电铁1号线的1000系、5000系和319000系列车的修理维护和停放。2010年5月1日，1000系车组编号为158的列车与5000系车组编号为575的列车在九老车辆基地发生了严重碰撞，导致车组编号为158的列车损毁严重，其後因1158車廂不獲復修而整列158號列車直接退役。